# ВВС (платформа)
ВВС (Вэ-Вэ-Э́с) — платформа Северо-Кавказской железной дороги РЖД, расположена в микрорайоне Каткова Щель Лазаревского района города Сочи (Краснодарский край, Россия) на берегу Чёрного моря.
Название образовано от находившегося рядом Дома отдыха Военно-Воздушных Сил СССР (ВВС).